# اللجنة الأولمبية الوطنية لجزر مارشال
اللجنة الأولمبية الوطنية لجزر مارشال هي اللجنة الأولمبية الوطنية التي تمثل جزر مارشال.